# Gennaker

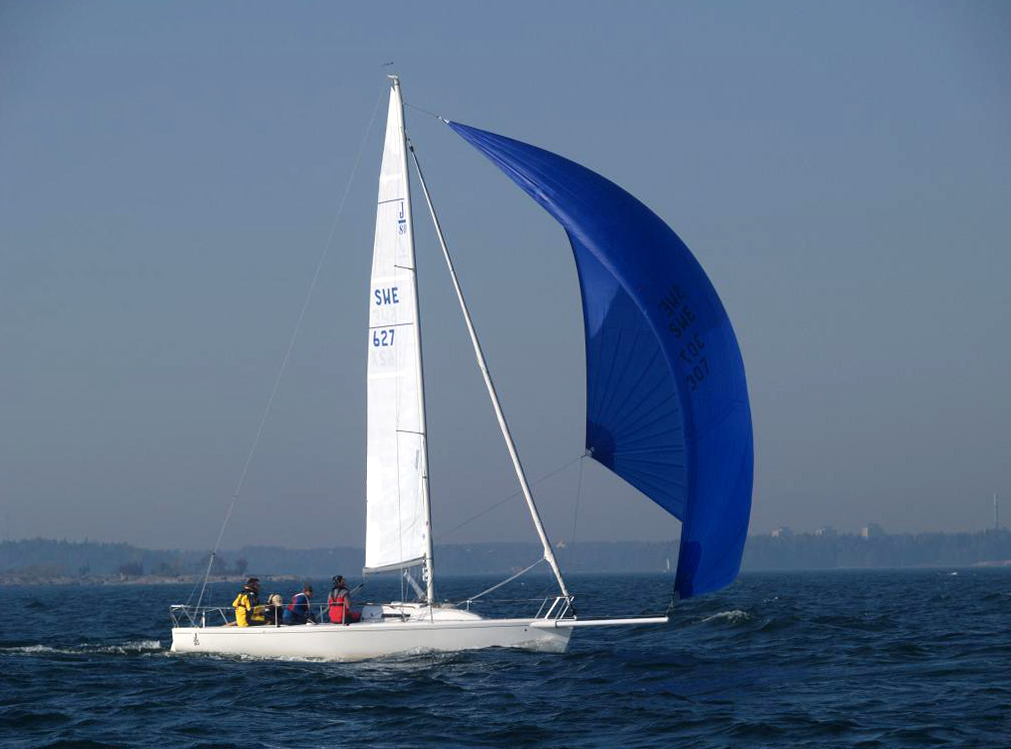
Gennaker (blau)

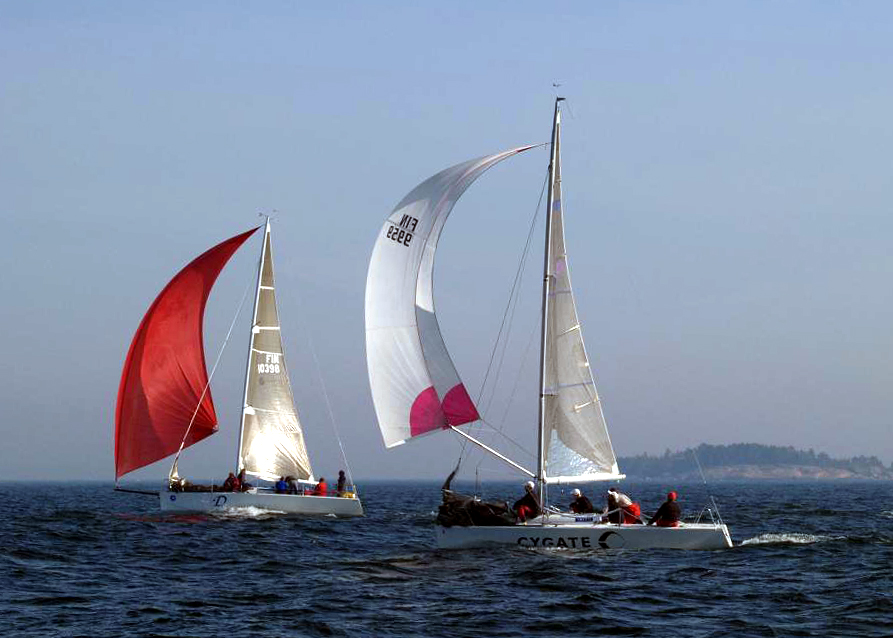
Gennaker im Vergleich zum Spinnaker (rechts)

Ein Gennaker ist ein großes, bauchiges, asymmetrisch dreieckiges Vorsegel, das aus relativ leichtem Segeltuch hergestellt wird und sich für Raum- bis Halbwindkurse eignet.
Die Bezeichnung „Gennaker“ ist ein Kunstwort; die Zusammensetzung aus Genua und Spinnaker beschreibt die Eigenschaften dieses Segels. Die Bezeichnung ist eine eingetragene Marke der Firma North Sails, die zum Gattungsbegriff geworden ist.

## Anschlagen

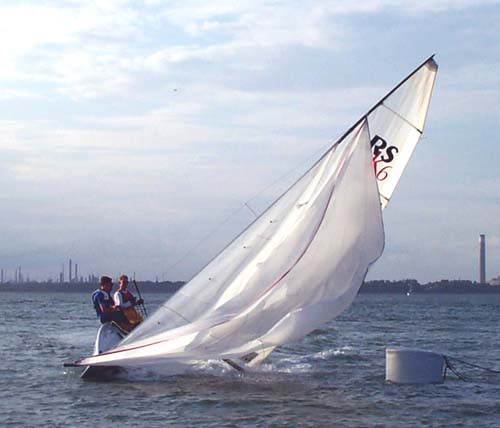
In einer Bö hat dieses Boot stark angeluvt, der Gennaker fällt zusammen

Das Segel wird mit fliegendem runden Vorliek vor dem Vorstag gefahren. Der Hals (die vordere untere Ecke) wird zum Trimmen mit einer Talje oder fest mit einem Stropp an einem speziellen Bugbeschlag oder an einem nach vorne ausfahrbaren Gennakerbaum angeschlagen. Der Kopf (die vordere obere Ecke) wird an einem speziellen Spinnaker-Fall befestigt, das oberhalb des Vorstag-Beschlages aus dem Mast austritt. Die Schoten werden am Schothorn (untere hintere Ecke) befestigt. Die Lee-Schot wird zum Heck des Schiffes und dort über einen Block ins Cockpit geführt. Die Luv-Schot, die nach einer Halse als neue Lee-Schot verwendet wird, wird außen um das Vorstag herum nach hinten geführt.
Gennaker sind im Vergleich zu Spinnakern deutlich einfacher zu setzen, zu fahren, zu trimmen, zu halsen und zu bergen. Sie werden deshalb auf Fahrtenyachten gern statt eines Spinnakers als gutes und effektives Segel für Raum- bis Halbwindkurse eingesetzt. Noch leichter zu setzen und zu bergen sind sie mit einem Bergeschlauch.

## Kurse
Günstige Segelkurse für Gennaker sind aufgrund ihrer Konstruktion Raumschot- bis Halbwindkurse. Wird über Halbwind hinaus angeluvt, fällt das Vorliek ein und das Segel verliert an Wirkung. Wird auf Vorwindkurs abgefallen, gelangt das Segel in den Windschatten des Großsegels und fällt zusammen.

## Trimm
Das Vorliek ist immer rund zu halten. Diese Rundung wird mit der Talje am Segelhals kontrolliert, falls nicht vorhanden mit dem Spifall. Dabei darf das Unterliek den Bugkorb nicht berühren. Je runder das Vorliek, desto flacher ist das Segel (wird oft falsch beurteilt). Die Schot soll so gefahren werden, dass das Vorliek im mittleren Bereich immer wieder ein bisschen einfällt.

## Die Halse
Bei der Halse bleibt der Hals des Segels befestigt, während das Schothorn außen um das Vorstag des Schiffes wandert. Es sind also gleichzeitig die Backbord- und Steuerbord-Schot angeschlagen. Dabei ist darauf zu achten, dass die lange Schot nicht ins Wasser fällt und überfahren wird.

## Aerodynamik
Der Gennaker wirkt hauptsächlich nach dem Tragflächen-Prinzip. Siehe Aerodynamik des Segels. Auf höheren Kursen als Vorwind erreichen einige schnelle Skiffs, wie der International 14, extreme Geschwindigkeiten von über 25 kn. Auf Hochseekatamaranen und Trimaranen werden ähnliche und teilweise noch höhere Geschwindigkeiten erreicht, die sich aber auch aus der Konstruktion der Boote ergeben.